# Monolithic Microwave Integrated Circuit

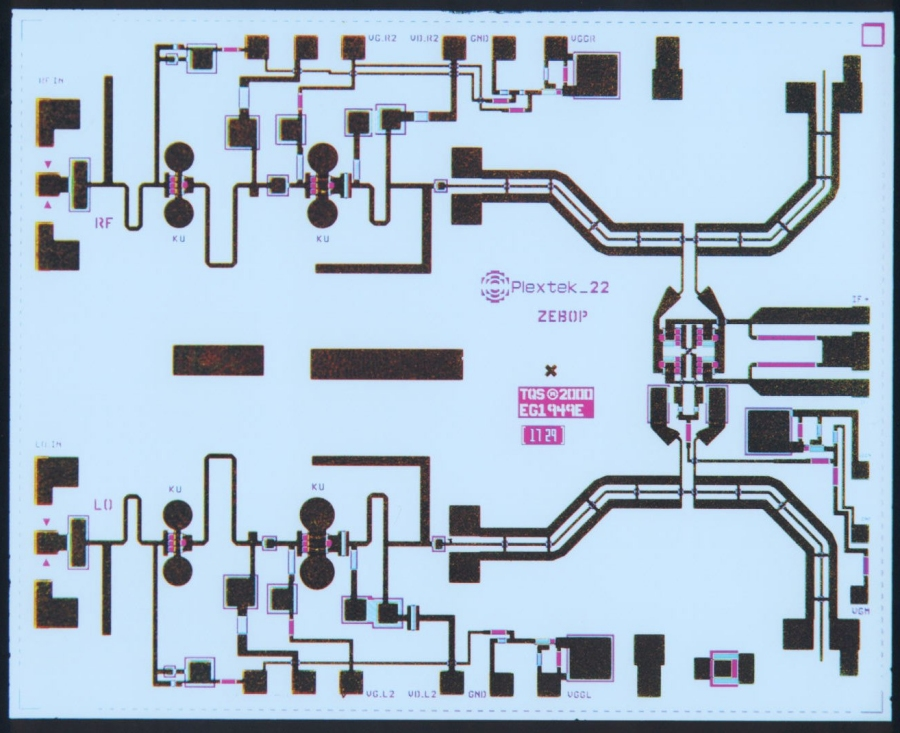
Geometrische Struktur des Chips eines MMICs

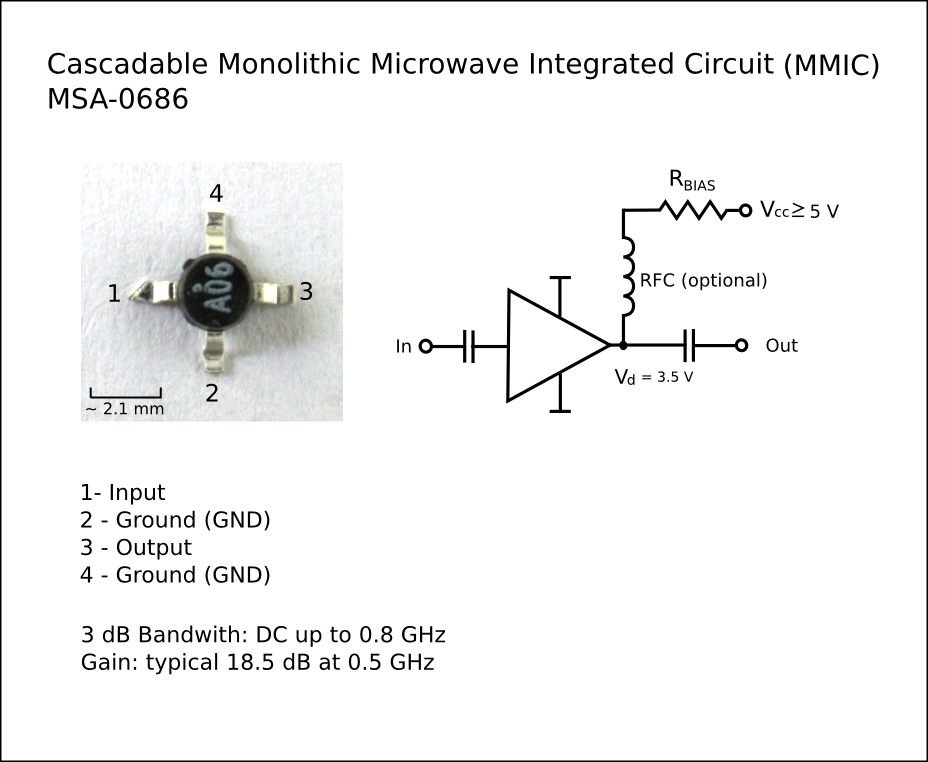
Gehäuse des MMIC MSA-0686 und ein Schaltplan des vom Hersteller vorgeschlagenen elektrischen Anschluss dieses Bausteins. Die Versorgung erfolgt durch einen Gleichspannungsanteil an dem Ausgang des MMIC.

MMIC (von Monolithic Microwave Integrated Circuit) sind in der Hochfrequenztechnik und Mikroelektronik eine spezielle Klasse von integrierten Bauteilen, Schaltungen oder Systemen. Dabei werden alle aktiven und passiven Komponenten auf einem Halbleiter-Substrat realisiert (Dicke typ. 100 µm). Die Miniaturisierung ermöglicht Schaltungen bis in den Bereich der Millimeterwellen.
Zu unterscheiden sind die hier behandelten MMICs von den MICs. Bei letzteren handelt es sich um Microwave integrated circuits, also um nicht monolithisch integrierte Mikrowellenschaltungen.

## Begriff
Unter dem Überbegriff Solid-State Integrated Circuit versteht man nicht nur Mikrowellenbauelemente und -schaltungen, sondern auch Systeme für andere Frequenzbereiche, bspw. Terahertzstrahlung.

## Bauelemente
Die Realisierung von Widerständen erfolgt in Dünnfilmtechnik oder dotiertem Halbleitermaterial mit ohmscher Kontaktierung. Kondensatoren bestehen aus übereinander gelegten Metallflächen mit Siliziumnitrid als Dielektrikum. Induktivitäten und Transformatoren entstehen aus Leiterbahnschnecken.
Die Leiterbahnführung erfolgt als Streifenleitung und ermöglicht die Anwendung von Leitungstransformation und Anordnungen aus gekoppelten Leitungen gemäß der Leitungstheorie. Die typische Leiterbahnbreite für eine 50-Ω-Leitung beträgt 70 µm, die Dicke eines menschlichen Haars.
Darüber hinaus sind Durchkontaktierungslöcher (VIAs) möglich und sogenannte air bridges für Leiterbahnkreuzungen.
Zu den wesentlichen aktiven Bauelementen zählen Schottky-Diode, IMPATT-Diode, Kapazitätsdiode, Metall-Halbleiter-Feldeffekttransistor (MESFET), high-electron-mobility transistor (HEMT) und heterojunction bipolar transistor (HBT). Außerdem wird eine Reihe an verschiedenen Bauteilen oder Systemen mittels RF MEMS realisiert.
Bei der Materialauswahl kommen III-V-Verbindungshalbleitern (z. B. GaAs, GaN) oder II-VI für Hochfrequenzanwendungen eine aufgrund der Bandstruktur entscheidende Eigenschaft zu.

## Vor- und Nachteile
- Günstige Produktion bei großer Stückzahl
- Geringe Baugröße
- Reproduzierbare gleichbleibende Resultate
- Große Bandbreite
- Lange Entwicklungszyklen

Im Falle von Hochleistungsanwendungen (z. B. Radar oder in der Medizinische Physik) kommen weiterhin häufig Röhren zum Einsatz.
Bei der Hybrid-MIC-Technik kann nur ein Teil der Bauelemente auf dem Substrat (meist Keramiksubstrat) realisiert werden. Der Rest muss bestückt werden und hat aufgrund der Anschlussleitungen entsprechend schlechtere Hochfrequenzeigenschaften.

## Anwendungen
MMIC-Geräte finden sich primär in der Luft- und Raumfahrt, Telekommunikation (z. B. LTE, 5G, WLAN, Bluetooth) oder beim Militär.

### Fachbücher
- Charles E. Free, Colin S. Aitchison: RF and Microwave Circuit Design: Theory and Applications. 1. Auflage. Wiley, 2021, ISBN 978-1-119-11463-5, doi:10.1002/9781119332237 (englisch).
- Sammy Kayali, George Ponchak, Roland Shaw: GaAs MMIC Reliability Assurance Guideline for Space Applications (= JPL Publication 96-25). Jet Propulsion Laboratory, Pasadena, California 1996 (englisch, nasa.gov [PDF]).
- Shiban Kishen Koul, Sukomal Dey: Micromachined Circuits and Devices: Microwave to Sub-millimeter Applications (= Lecture Notes in Electrical Engineering. Band 859). Springer Singapore, Singapore 2022, ISBN 978-981-16-9442-4, doi:10.1007/978-981-16-9443-1 (englisch).
- Sigfrid Yngvesson: Microwave Semiconductor Devices. Springer US, Boston, MA 1991, ISBN 978-1-4613-6773-4, doi:10.1007/978-1-4615-3970-4 (englisch).